# 만돌린
만돌린(mandolin)은 류트족(族)의 발현악기(撥絃樂器)이다.

## 역사
전체 길이는 60cm 정도이고 몸통은 무화과 또는 서양배를 가로 쪼갠 것 같은 꼴이다. 만돌린이 처음 만들어진 때는 1620년경이며 이탈리아 베네치아의 파록키(Parocchi)가 만돌라를 소형으로 하여 높은음을 내도록 한 것을 만돌리노라고 이름붙인 것이 처음이라고 생각된다. 그 모양은 오늘날의 것보다 넥(neck)이 짧고 굵으며 거트 현을 쓰고 있었으나 그 뒤로 여러 가지 유행에 따라 개량되었고 나폴리식, 로마식, 프랑스식, 밀라노식 등 여러 가지 만돌린이 생겼다. 현이 강선으로 바뀌고 줄감개가 나사식으로 된 것은 1850년경 나폴리의 비나치아(Vinaccia)에 의하여 개량된 것이다. 이와 때를 같이하여 지판(指板) 위의 프렛도 17개로 늘어 오늘날의 만돌린의 기초가 되었다.
현재의 만돌린은 24개 또는 그 이상의 프렛 을 가진 것이 있다. 비나치아와 함께 유명한 만돌린 제작가로는 칼라체(Calace)가 있어 오늘날에도 만돌린이라 하면 비나치아와 칼라체에 의하여 개량된 나폴리식 만돌린을 말하게 되었다.

## 외형과 주법
만돌린의 몸통은 얇고 좁은 나무쪽을 여러 개 옆으로 붙인 반구형의 뒤판(裏板)이 그대로 앞판(表板)에 연결됐고 굽은 상태는 류트보다 급하다. 줄받침은 매우 낮으며 현과의 접촉면은 평평하다. 지판에는 금속 프렛이 17개에서 27개까지 있다. 줄감개집은 류트만큼 뒤로 젖혀져 있지 않지만 줄감개는 기계나사로 되어 있다. 현의 수는 8줄의 복현으로 4코스이다.
연주자는 의자에 앉아서 오른발을 왼발 위로 하고 그 위에 악기를 놓는다. 오른손의 엄지손가과 인지(人指)에 뿔로 된 삑연주한다. 내려퉁김(強)과 올려퉁김(弱, ∨)의 방식이 있으며 내려퉁김에서는 목현의 한쪽만을 울릴 수도 있다. 상하를 빨리 반복하면 만돌린 특유의 트레몰로를 얻는다. 만돌린은 표현력이 한정되어 있으므로 고도의 표현력이 요구되는 악곡에는 적합하지 않다. 그러나 연기기술이 쉬워서 가정 악기로 널리 애용되고 있다.

## 서양 고전 음악에서의 쓰임
- 볼프강 아마데우스 모차르트, 오페라 《돈 조반니》
- 주세페 베르디, 오페라 《오텔로》
- 구스타프 말러, 《교향곡 7번》
- 이고르 스트라빈스키, 발레 《아곤》
- 세르게이 프로코피예프, 발레 《로미오와 줄리엣》

## 같이 보기
- 부주키
- 포르투갈 기타

## 참고 자료
- 이 문서에는 다음커뮤니케이션(현 카카오)에서 GFDL 또는 CC-SA 라이선스로 배포한 글로벌 세계대백과사전의 내용을 기초로 작성된 글이 포함되어 있습니다.